# سيدار كارامان
سيدار كارامان (بالتركية: Seddar Karaman)‏ (3 يناير 1994 بأنطاليا في تركيا - ) هو لاعب كرة قدم تركي في مركز الهجوم. لعب مع أنطاليا سبور وبي بي إيرزورومسبور وقونية سبور 1922.

## وصلات خارجية
- سيدار كارامان على موقع اتحاد تركيا (لاعب) (الإنجليزية)
- سيدار كارامان على موقع قاعدة بيانات كرة القدم.إي يو (الإنجليزية)
- سيدار كارامان على موقع Soccerbase.com (لاعب) (الإنجليزية)
- سيدار كارامان على موقع Soccerway.com (الإنجليزية)
- سيدار كارامان على موقع عالم كرة القدم.نت (الإنجليزية)